# Pyrostilpnit
Pyrostilpnit ist ein selten vorkommendes Mineral aus der Mineralklasse der „Sulfide und Sulfosalze“ mit der chemischen Formel Ag3[SbS3]. Damit ist das Mineral aus chemischer Sicht ein Silber-Sulfoantimonid.
Pyrostilpnit kristallisiert im monoklinen Kristallsystem und entwickelt bis 1 mm (in Ausnahmefällen bis 10 mm) lange, nach {010} tafelige sowie durch Elongation parallel [001] leistenförmige Kristalle. Durch subparallele Verwachsung entstehen fächer- bis büschelförmige Aggregate mit enorm hoher Lichtbrechung, Doppelbrechung und starkem Diamantglanz.

## Etymologie und Geschichte
Im dritten Jahrgang des von der „Königlichen Bergacademie zu Freyberg“ herausgegebenen, 1827 erstmals erschienenen „Jahrbuchs für den Berg- und Hüttenmann“ führt ein anonymer Autor aus:

„Auf der siebenten Gezeugstrecke bey Churprinz Friedrich August Erbst. hat, jedoch als Seltenheit, und auf Neue Hoffinung Gottes Erbst. zu Bräunsdorf nur in Spuren ein neues hyazinthrothes Silbererz in dünnen, Fraueneis ähnlichen, Krystallen eingebrochen, dessen Hauptbestandtheile Schwefelsilber und Schwefelantimon sind, das seinen äußern Kennzeichen nach zwischen Rothspießglanzerz und Rothgiltigerz steht, und welches vom Herrn Professor Breithaupt mit dem systematischen Namen diatome Feuerblende bezeichnet worden ist.“

Der Entdecker des Pyrostilpnits ist demnach der berühmte Freiberger Mineraloge August Breithaupt, wodurch dieses Mineral zu dessen über 40 Mineralerstbeschreibungen zählt. Die erste Nennung des Namens „Feuerblende“ datiert damit interessanterweise in das Jahr 1829.
Breithaupt beschrieb dieses neue Mineral im Jahre 1832 „vom Kurprinz bei Freiberg“ und nannte es „edle Feuer-Blende“. Gründe für die Wahl des Namens führte er nicht an, jedoch dürften für die Benennung der hohe Silbergehalt von knapp 60 % sowie der blendenartige Diamantglanz Pate gestanden haben. Der vollständige Name der Typlokalität ist „Churprinz Friedrich August Erbstolln“, Großschirma bei Freiberg.
Der heutige noch verwendete Name Pyrostilpnit stammt von James Dwight Dana. Er übersetzte Breithaupts Terminus als „Fireblende“ zuerst nur unvollständig ins Englische, wählte aber später eine andere Sprache und benannte das Mineral nach den griechischen Wörtern πῦς [pyr] und στιλπνὀς [stilpnos] für „Feuer“ und „leuchten“ – zusammengesetzt also „dem Feuer gleich“ mit Bezug auf Farbe und Glanz.
Das Typmaterial des Minerals wird in der Mineralogischen Sammlung der Technischen Universität Bergakademie Freiberg unter den Katalog-Nummern 6200 (Holotyp) und 6205 (vermutlich Teil vom Holotyp) an den Standorten G 5,5 und G 5,6 aufbewahrt.

## Klassifikation
In der mittlerweile veralteten, aber noch gebräuchlichen 8. Auflage der Mineralsystematik nach Strunz gehörte der Pyrostilpnit zur Mineralklasse der „Sulfide und Sulfosalze“ und dort zur allgemeinen Abteilung der „Sulfosalze“, wo er zusammen mit Proustit, Pyrargyrit, Quadratit, Samsonit und Xanthokon die unbenannte Gruppe II/E.07 bildete.
Die seit 2001 gültige und von der International Mineralogical Association (IMA) verwendete 9. Auflage der Strunz’schen Mineralsystematik ordnet den Pyrostilpnit ebenfalls in die Klasse der „Sulfide und Sulfosalze“, dort allerdings in die neu definierte Abteilung der „Sulfoarsenide, Sulfoantimonide, Sulfobismuthide“, ein. Diese Abteilung ist zudem weiter unterteilt nach der Kristallstruktur und der möglichen Anwesenheit weiteren Schwefels, so dass das Mineral entsprechend seinem Aufbau und seiner Zusammensetzung in der Unterabteilung der „Insel-Sulfarsenide (Neso-Sulfarsenide) usw., ohne zusätzlichen Schwefel (S)“ zu finden ist, wo es nur noch zusammen mit Xanthokon die unbenannte Gruppe 2.GA.10 bildet.
Auch die vorwiegend im englischen Sprachraum gebräuchliche Systematik der Minerale nach Dana sortiert den Pyrostilpnit in die Klasse der „Sulfide und Sulfosalze“ und dort in die Abteilung der „Sulfosalze“ ein. Hier ist er innerhalb der Unterabteilung „Sulfosalze mit dem Verhältnis 3 > z/y und der Zusammensetzung (A+)i(A2+)j[ByCz], A = Metalle, B = Halbmetalle, C = Nichtmetalle“ zu finden, wo er zusammen mit Xanthokon die „Xanthokongruppe“ mit der System-Nr. 03.04.02 bildet.

## Kristallstruktur
Pyrostilpnit kristallisiert im monoklinen Kristallsystem in der Raumgruppe P21/c (Raumgruppen-Nr. 14) mit den Gitterparametern a = 6,84 Å; b = 15,84 Å; c = 6,24 Å und β = 117,1° sowie vier Formeleinheiten pro Elementarzelle.
Die Baueinheiten der Kristallstruktur des Pyrostilpnits sind Sb-S-Pyramiden, Ag-S-Ketten und Ag-S-Netze, die über gemeinsame Schwefelatome miteinander verknüpft werden. Die Sb-Atome bilden mit drei S-Atomen eine trigonale SbS3-Pyramide derart, dass die Sb-Atome an den Spitzen der Pyramiden liegen, während deren Basis von den drei Schwefelatomen gebildet wird. Ag-Atome in den Ag-S-Ketten haben darüber hinaus fünf nächste Ag-Nachbarn im Abstand von 3,03–3,15 Å. Die Schwefelatome bilden deformierte pseudohexagonale dicht gepackte Schichten parallel (010). Insgesamt kann die Struktur des Pyrostilpnits als Überlagerung von vier dichtgepackten pseudohexagonalen Netzen aufgefasst werden, die so übereinander liegen, dass die Koordinationszahl 10 entsteht.

## Modifikationen und Varietäten
Pyrostilpnit ist neben dem Pyrargyrit die zweite Modifikation der Verbindung Ag3[SbS3]. Er stellt den monoklinen Dimorph zum trigonalen Pyrargyrit und gleichzeitig dessen Tieftemperaturmodifikation dar. Pyrargyrit und Pyrostilpnit sind damit Polymorphe, deren Inversionstemperatur unter 197 °C liegt, wobei diese Inversion ohne Bildung weiterer Phasen stattfindet. Seit langem ist auch bekannt, dass Pyrostilpnit nur unterhalb von 192 ± 5 °C beständig ist.
Bei neueren Arbeiten wurde die Transformationstemperatur mit 465 K (= 191,85 °C) bestimmt und dafür eine Enthalpie DRH von 40,32 kJ/mol ermittelt. Diese ist erheblich größer als z. B. bei ähnlichen Silbersulfosalzpaaren wie Trechmannit und Smithit, was darauf zurückgeführt wird, dass die strukturellen Unterschiede zwischen Pyrostilpnit und Pyrargyrit größer sind als die zwischen Trechmannit und Smithit, womit auch größere Transformationsenthalpien erforderlich sind.
Ungeachtet der niedrigen Inversionstemperatur lässt sich Pyrargyrit aus seinen Elementen erst bei Temperaturen > 350 °C synthetisieren. Versuche zur Synthese von Pyrostilpnit waren hingegen bisher erfolglos, was möglicherweise am niedrigen Temperaturbereich seiner Stabilität liegt. Die tiefsten Temperaturen, bei denen Reaktionen in diesem System stattfinden, liegen bereits im Stabilitätsfeld des Pyrargyrits. Der Schmelzpunkt für Ag3SbS3 (Pyrargyrit) liegt bei 485 °C.
Die Existenz einer vollständigen Mischkristallbildung zwischen Proustit und Pyrargyrit steht zumindest bei hohen Temperaturen außer Frage und findet bei niedrigen Temperaturen zumindest teilweise statt. Neuere Untersuchungen deuten darauf hin, dass Proustit-Pyrargyrit-Mischkristalle beim Abkühlen re-equilibrieren und sich zu Phasen mit nahezu Endgliedzusammensetzung entmischen. Beispiele für eine intermediäre Zusammensetzung von Pyrargyrit-Proustit-Mischkristallen sind in der Natur selten. Sie müssen durch Abkühlung oberhalb des Solvus entstanden sein.
Eine Mischkristallbildung für Pyrargyrit und Pyrostilpnit kann hingegen aufgrund der unterschiedlichen Raumgruppen beider Minerale ausgeschlossen werden. Allerdings sind reguläre Verwachsungen von Pyrostilpnit und Xanthokon beschrieben worden.

## Eigenschaften

### Morphologie
Pyrostilpnit bildet um 1–2 mm lange, nach {010} dünntafelige sowie durch Elongation parallel [001] leistenförmige Kristalle. Auf dem Pinakoid {010} ist häufig eine Streifung parallel [101] und mitunter auch parallel [101] zu erkennen.
Die wichtigsten Flächenformen sind {010}, {210}, {141}, {141}, {111}, {101}, {101}, wobei aber meist nur das Pinakoid {010} deutliche Flächen erkennen lässt. Alle anderen Formen zeigen nur kleine, enge Flächen in der Zone [001] und den geometrisch äquivalenten Zonen [101] und [101]. Bei diesen handelt es sich meist um flächenreichere Kristalle, wohingegen auch flächenarme Kristalle mit z. B. lediglich {010}, {111} und {111} existieren.
Durch subparallele Verwachsung entstehen büschel-, fächer- bis baumförmige Aggregate. Schon Breithaupt hatte diese Aggregate aufgrund der sehr ähnlichen Ausbildung mit „gebogenen Kristallen“ ähnlich denen des Desmins (Stilbit) verglichen. Zwillinge nach {100} mit (100) als Zwillingsebene und [001] als Zwillingsachse sind verbreitet. Aus der Zwillingsbildung resultiert das pseudoorthorhombische Aussehen der Kristalle.
Gelegentlich werden auch größere Kristalle geborgen. Der größte bekannte Pyrostilpnit-Kristall stammt vom Andreaskreuzer Gang bei St. Andreasberg und ist 10 mm lang sowie 4 mm breit.

### Physikalische Eigenschaften
Die Kristalle des Pyrostilpnits sind leuchtend hyazinthrot oder bräunlichrot, orangerot und feuerrot, aber immer heller als Pyrargyrit. Die Strichfarbe des Minerals wird als gelborange beschrieben. Die durchsichtigen Kristalle weisen einen ausgeprägten diamantartigen Glanz auf, was sich auch in einer enorm hohen Lichtbrechung und Doppelbrechung widerspiegelt. Zahlenwerte für „beide bisher nicht genau bekannt“. Auf den Flächen des Pinakoids {010} zeigt Pyrostilpnit dagegen einen perlmuttartigen Glanz. Das Mineral weist eine vollkommene Spaltbarkeit nach (010) sowie muscheligen Bruch auf, ist aber in dünnen Plättchen etwas biegsam (flexibel). Mit einer Mohshärte von 2 bis maximal 2,5 gehört Pyrostilpnit zu den weichen Mineralen, die sich ähnlich wie das Referenzmineral Gips (Härte 2) mit dem Fingernagel ritzen lassen. Die berechnete Dichte liegt bei 5,97 g/cm³.
Im reflektierten Licht (Anschliff) ist Pyrostilpnit grau und deutlich weniger blau als Pyrargyrit. Das Reflexionsvermögen beträgt ca. 25 %. Der Reflexionspleochroismus ist kleiner als bei Pyrargyrit und auch in Öl nur an den Korngrenzen sichtbar. Gleiches gilt für die Anisotropieeffekte, die aber aufgrund der Innenreflexe nur schwer zu erkennen sind. Die Innenreflexe sind gelb bis gelbbraun sowie orangebraun, aber so gut wie niemals rot.
Pyrostilpnit ist – ähnlich wie Proustit und Pyrargyrit – photosensitiv und wird unter Lichteinwirkung an der Oberfläche dunkler. Es empfiehlt sich daher, das Mineral möglichst nicht dem Sonnenlicht auszusetzen und es lichtgeschützt aufzubewahren.

### Chemische Eigenschaften
Pyrostilpnit zeigt in chemischer Hinsicht ein dem Pyrargyrit vergleichbares Verhalten. Dieser ist vor dem Lötrohr auf Kohle unter Spritzen zur Kugel schmelzbar, die Kohle mit Sb2O3 beschlagend. Die Kugel gibt nach längerem Erhitzen in der Oxidationsflamme oder mit Soda in der Reduktionsflamme ein Silberkorn. Im offenen Röhrchen schwefelige Dämpfe und ein weißes Sublimat von Sb2O3; im Kölbchen ein rotes Sublimat von Antimonoxisulfid. Gibt beim Schmelzen mit Ammoniumnitrat eine Lösung von Silbersulfat und einen Rückstand von Sb2O3 + Sb2O5. Durch Salzsäure zersetzt unter Abscheidung von Schwefel und Sb2O3. Von Kalilauge beim Erwärmen schwarz gefärbt; Salzsäure fällt dann aus der Lauge orangefarbene Flocken von Schwefelantimon.

## Bildung und Fundorte
Pyrostilpnit bildet sich durch hydrothermale Vorgänge in niedrig temperierten silber- und antimonhaltigen Erzgängen, wo er in Paragenese vor allem mit Pyrargyrit, aber auch Stephanit, Akanthit, Silber, Miargyrit, Xanthokon, Andorit und Fizelyit sowie den Gangarten Quarz und Calcit vorkommt.
In seiner „Paragenesis der Mineralien“ gibt Breithaupt Sukzessionen (Altersfolgen) der mit Pyrostilpnit vorkommenden Minerale an. In die heutige Nomenklatur übersetzt ist die Abfolge (vom ältesten bis zum jüngsten Mineral) folgende:
- Grube „Neue Hoffnung Gottes“, Bräunsdorf bei Freiberg: 1) Quarz, 2) Pyrargyrit, 3) Pyrostilpnit
- Freiberger Revier: 1) Quarz, 2) Pyrargyrit, 3) Pyrostilpnit, 4) Quarz („gewöhnlicher“ ohne den zweiten Quarz)
- Revier St. Andreasberg: 1) älterer Calcit, 2) gediegen Arsen, 3) Calcit, 4) gediegen Arsen, 5) Galenit, 6) „Hypargyrit“ (Miargyrit?) 7) Pyrostilpnit (z. B. vom „Samsoner Hauptgang“)
- Revier St. Andreasberg: 1) Quarz, 2) Pyrostilpnit[7]

Der niedrigen Umwandlungstemperatur in Pyrargyrit entsprechend ist Pyrostilpnit also häufig eine der jüngsten oder die überhaupt jüngste Bildung und sitzt z. B. auf den Stufen von St. Andreasberg auf Pyrargyrit, gediegen Arsen, Calcit, Galenit, Quarz oder sogar direkt auf dem Nebengestein (Tonschiefer).
Als seltene Mineralbildung ist Pyrostilpnit nur von wenigen Fundorten beschrieben worden, obwohl er in kleiner Menge unter den jüngsten Bildungen in seiner Paragenese relativ häufig auftritt. Bisher (Stand 2016) sind ca. 90 Fundorte bekannt. Als Typlokalität gilt der „Churprinz Friedrich August Erbstolln“, Großschirma bei Freiberg, Erzgebirge, Sachsen.

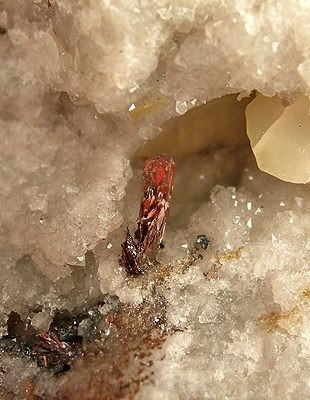
Pyrostilpnit-Kristall von ca. 5,5 mm Länge von St. Andreasberg, Harz, Niedersachsen

Neben seiner Typlokalität fand sich Pyrostilpnit in Deutschland noch in den Gruben „Vereinigt Feld“ und „Himmelsfürst“, Brand-Erbisdorf, „Beschert Glück“ bei Zug, „Neue Hoffnung Gottes“, Bräunsdorf, „Himmelfahrt“ bei Freiberg, „Segen Gottes“ bei Gersdorf, „Sauberg“ bei Ehrenfriedersdorf und auf dem „Katharina Flachen“ in der „Fundgrube Türk“, Schneeberg, alle im Erzgebirge. Herrliche Kristalle stammen aus verschiedenen Gruben wie „Samson“, „Gnade Gottes“, „Franz-August“, „Bergmannstrost“, „Theuerdank“, „St. Andreaskreuz“, „Jacobsglück“ und „Claus-Friedrich“, alle im Revier St. Andreasberg, Niedersachsen, Harz. Ferner vom „Fischbacher Werk“, Niederfischbach, Rheinland-Pfalz, und „Grube Brüderbund“, Eiserfeld, Nordrhein-Westfalen, beide im Siegerland. Schließlich aus der „Grube Clara“ im Rankachtal und der Grube „Wenzel“ im Frohbachtal bei Oberwolfach sowie den Gruben „Tannenboden“ bei Wieden, „Teufelsgrund“ am Belchen, „Ludwig“ bei Hausach und „Hornbühl“ bei Waldkirch, alle im Schwarzwald, Baden-Württemberg.
Aus der Arsengrube am Unteren Rotgüldensee, Rotgülden, Murwinkel, Lungau, Salzburg, Österreich. Fundorte in der Schweiz sind nicht bekannt.
Aus der Grube „Anna“, Lagerstätte Březové Hory, sowie aus der „Urangrube No. 7“ bei Třebsko, Příbram, Mittelböhmische Region, Tschechien, sowie aus den Gruben von Banská Štiavnica (Schemnitz), Okres Banská Bystrica, Slowakei. Von Hiendelaencina, Guadalajara (hier auf Freieslebenit), Kastilien-La Mancha, Spanien, und von St Teath, Cornwall, England, Vereinigtes Königreich.
Aus der „Van Silver Mine“ (Silver Tunnel) bei Whistler im Vancouver Mining Division, aus der „Silvana Mine“ bei Sandon, beide British Columbia, und von Cobalt, Ontario, alle in Kanada. In den Vereinigten Staaten aus dem Silver City District, Owyhee County, Idaho; aus der „Bulldog Mine“ und der „Wagon Wheel Gap Mine“, Creede Quadrangle, Mineral Co., Colorado; sowie aus der „Kelly Mine“ bei Randsburg und der „Coyote Mine“, beide San Bernardino County, Kalifornien.
Vom „Cerro de Potosí“ (Cerro Rico) bei Potosí und Colquechaca (Aullagas), Provinz Chayanta sowie aus Tatasí, alle Departamento Potosí, Bolivien. Aus den Gruben von Chañarcillo südlich Copiapó, Provinz Copiapó, Región de Atacama, Chile.
Aus der „Kushikino Mine“, Präfektur Kagoshima, Japan und der „Mongon Tolgoi Mine“, Horqin Right Middle Banner, Hinggan, Innere Mongolei, China.
In Australien aus Broken Hill, New South Wales und aus der „Long Tunnel Mine“, Heazlewood Distrikt, Tasmanien.
Weitere Fundort liegen in Australien, Bulgarien, Tschechien, Frankreich, Griechenland, Ungarn, Italien, Kosovo, Mexiko, Marokko, Russland und den Vereinigten Staaten.

## Verwendung
Mit einem Ag-Gehalt von knapp 60 Gew.-% ist Pyrostilpnit ein reiches Silbererz und in der Vergangenheit zusammen mit anderen Silbererzen sicher auch verhüttet worden. Aufgrund seiner extremen Seltenheit ist das Mineral jedoch für Sammler wesentlich interessanter. Otto Luedecke verweist auf einen vom Jacobsglücker Gang bei St. Andreasberg stammenden, in der Sammlung der damaligen Bergakademie Clausthal befindlichen Pyrostilpnit-Kristall von 5 mm im Durchmesser, für den der damals (1882) geradezu ungeheuerliche Preis von 1000 Mark geboten worden sein soll.